# Old Crow
Old Crow (in Gwich'in: Teechik – „Flussmündung“, heute: Van Tat – „Old Crow Flats“) ist ein Ort im kanadischen Yukon unterhalb der Mündung des Old Crow River (Chyahnjik) in den Porcupine River (Ch’ôonjik). Die Siedlung wird größtenteils von Angehörigen der Vuntut Gwitchin First Nation bewohnt, von denen laut Department of Aboriginal Affairs and Northern Development (AANDC) 240 der 543 Stammesmitglieder noch in Old Crow und in den umliegenden Reservatsgebieten wohnen (Stand: Juni 2015). Im September 2018 zählte man 569 Angehörige der Vuntut Gwitchin.
Der Ort ist nur über eine Winterstraße, mit dem Boot oder mit dem Flugzeug zu erreichen (Old Crow Airport).

## Geschichte

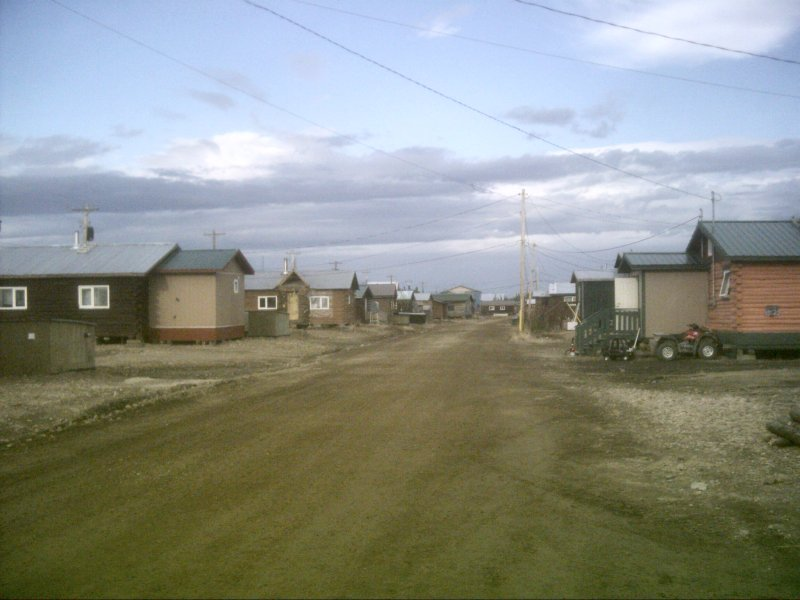
Old Crow, Yukon

### Frühgeschichte
Die Van Tat Gwich'in / Crow River Kutchin („Volk inmitten der Seen (der Old Crow Flats)“) lebten von Anfang an von den Karibus der Region rund um den Porcupine River (Ch’ôonjik), die heute daher allgemein auch als Porcupine River Herde bekannt ist sowie in durch zahllose kleine Seen und Sümpfe geprägten Ebenen der Old Crow Flats (Van Tat); diese regionale Band der Gwich'in wurde daher auch als Middle Porcupine River Kutchin bezeichnet. Sie folgten den Karibuherden und den Fischwanderung und bewohnten daher ursprünglich ein riesiges Gebiet; einige traditionelle Camps der Van Tat Gwich'in / Crow River Kutchin (einige wurden später zu Handelsposten und festen Siedlungen ausgebaut) waren Rampart House (Gindèhchìk, 1947 als Siedlung aufgegeben), LaPierre House (Zheh Gwatsàl, am Bell River, ca. 120 km westlich von Old Crow), Whitestone Village (Chuu Tl’it), Schaeffer Lake (K’ìi Zhìt, auch: Neetaii genannt), Crow River (Chyahnjik) und Crow Flats (Van Tat). Teilweise wanderten sie auch bis nach Fort Yukon (Gwicyaa Zhee / Gwichyaa Zheh) am Zusammenfluss von Yukon River (Yuukon – „großer Fluß“) und Porcupine River (Ch’ôonjik) der Heimat einer weiteren Gwich'in Band, der Gwichaa Gwich'in / Yukon Flats Kutchin („Volk der Yukon Flats (Yukon Ebenen)“), die sich heute Gwichyaa Zhee Gwich'in („Volk von Fort Yukon“) nennen.
Die Gwich'in befinden sich wohl seit mehr als 10.000 Jahren im heutigen Gebiet. Zwar gibt es möglicherweise noch ältere Spuren, doch sind sie umstritten. Die so genannten Northern Archaic people sind die ersten Bewohner, die sich einem engeren Kulturraum zuweisen lassen. Sie erschienen um 4500 v. Chr. Um 2200 v. Chr. änderten sich die Werkzeuge, die arktische Kultur der kleinen Werkzeuge (micro blades) setzte sich durch, oder es fand eine Zuwanderung statt, möglicherweise von Eskimos.

### Erste Europäer, Handelsposten, Eskimos
Alexander Mackenzie war wohl 1789 der erste Europäer, der Gwich'in begegnete. Zu dieser Zeit waren sie in neun Stämme geteilt. Mackenzie legte ihnen den Namen „Quarrellers“ bei.
Der nördlichste Handelsposten war Fort Good Hope an der Mündung des Bluefish River (Shriijaa Njik) in den Mackenzie River (Nagwichoonjik). Gegen blaue und weiße Perlen, dazu Metallgegenstände, tauschten die Gwich'in vor allem Biber und Nerze. Mit 20.000 Bisamfellen und 2000 Nerzen erbrachten die Gwich'in und die Hare(skin) Dene (K'ahsho Got'ine) (eine regionale Gruppe der North Slavey), die weiter im Süden lebten, um 1823 drei Viertel bzw. ein Drittel des Gesamtertrags des Territoriums. Das nördlichste Fort hing dabei von der Fleischversorgung der Gwich'in ab. Diese waren wohl nicht auf die Briten und Franzosen angewiesen, denn sie handelten über Mittelsmänner auch mit den Russen in Alaska.
1826 führten Eskimos (in Gwich'in: Ch'ineekaii) offenbar eine Art Strafexpedition durch. Auf den rund sechzig Kanus, die mit acht bis neun Mann besetzt waren, befanden sich mehr als fünfhundert Männer. Ohne die Gewehre der Pelzhändler hätten die Gwich'in sie kaum vom direkten Zugang zum Fort und seinen reichen Warenlagern abhalten können. Sie verteidigten ihr Monopol mit Waffengewalt und hielten es bis um 1850, als sie von Epidemien dezimiert wurden.
Als die Karibus nordwärts zogen, schnitten die Eskimos die Gwich'in von der Riesenherde ab. Diese wiederum fragten im Fort nach mehr Gewehren, doch es gab nicht genug, so dass die Indianer unter Hunger litten. Aus Furcht vor den Eskimos schlug der Leiter des Forts im Sommer 1827 den Hare und „Loucheux“ (Gwich'in) vor, das Fort weiter weg von den „Esquimeaux“ (Eskimos), zu verlegen.

### Missionare, Kontakte der Vuntut Gwichin nach Alaska
1862 erschien Erzdiakon Robert McDonald als erster Missionar. Er war seit 1853 Priester und übersetzte die Bibel, Hymnus und Gebetbücher in das lokale Takudh. Er heiratete Juli Kuttuq im Jahre 1876. Bis heute sind die Häuptlinge zugleich die Priester, wie etwa David Salmon von Chalkyitsik Village (Jałgiitsik – „Ort des Angelhakens“) oder Trimble Gilbert von Arctic Village (Vashrąįį K’ǫǫ). In den 1860er Jahren missionierte Robert McDonald (1829–1913) bei den Gwich'in.
1867, als die Grenze zu Alaska gezogen wurde, zogen die Vuntut Gwichin ins kanadische Rampart House (Gindèhchìk), einem Handelsposten direkt an der Grenze.
In den 1870er Jahren starb Häuptling Deetru' K'avihdik (Crow May I Walk) – dessen Name ins Englische als „Old Crow“ (Alte Krähe) übersetzt wurde, zu dessen Ehren der Fluss (Old Crow River), die Ebenen (Crow Flats) sowie die Siedlung (Old Crow) benannt wurden.

### Erstes Lager in Old Crow
Häuptling John Tizya war wohl der erste, der um 1904 ein Lager an der Stelle des heutigen Old Crow errichtete. 1911 entstand der erste Pelzhandelsposten. 1912 zogen drei Familien von Rampart House nach Old Crow, andere Familien der Van Tat Gwich'in folgten. 1918 schlug Reverend Toddy den Bau eines Missionsgebäudes vor, da John Tizya die Gottesdienste in seinem Haus abhielt. Im Ort gab es inzwischen zwei Handelsposten, nach und nach zogen die Van Tat Gwich'in von Rampart House (Gindèhchìk) nach Old Crow, ihnen folgten im Laufe der 1920er Jahre die Kirche, die Schule und die Polizei (1929). Rampart House (Gindèhchìk) wurde 1947 als Siedlung endgültig aufgegeben.
1926 entstand in Old Crow die erste Kirche. Erzdiakon A. C. McCullum wurde hier ordiniert. Das Gebäude wurde bis 1959 als Kirche genutzt, besteht aber noch heute.
1935 entstand das St Luke’s Mission House, eine anglikanische Missionsstation. Die heutige St Luke’s Anglican Church ersetzte 1959 das erste Kirchengebäude. Ellen Bruce, die hier 1987 ordiniert wurde, war die zweite Ureinwohnerfrau, die in Kanada Priesterin wurde, die erste im Norden. Sie erhielt den Order of Canada.
1943 erhielt der 18 Jahre führende Häuptling Chief Moses die British Empire Medal, unter anderem, weil er für verwaiste Kinder der Bombenangriffe auf England gesammelt hatte. 1964 wurde ihm zu Ehren das Peter Moses Building errichtet, das zwei Jahrzehnte lang als Community Hall diente. Anfang der 1980er Jahre entstand eine Community Hall.

### Nationalpark, Landrechte
1995 wurde der Vuntut National Park gegründet, der dem Schutz der Porcupine-Herde dient. Gemanagt wird er von Parks Canada und der Vuntut Gwitchin First Nation. Gleichzeitig hält die Vuntut Development Corporation an der lokalen Fluggesellschaft Air North 49 % der Anteile. Sie verbindet Old Crow mit Vancouver (South Terminal).
1998 entstand das Verwaltungsgebäude der Vuntut Gwitchin First Nation, das Sarah Abel Chitze Building. Die Namensgeberin war am 14. August 1998 im Alter von 102 Jahren gestorben, und war eine Sprecherin des Stammes gewesen. An Edith Josie erinnert das gleichnamige Haus. Sie war ab 1963 mit Kolumnen über die Region hervorgetreten, wie etwa im Daily News Miner in Fairbanks oder im Whitehorse Star. Sie stammte ursprünglich aus Eagle in Alaska, war aber mit ihren Eltern um 1940 nach Old Crow gezogen. Sie erhielt 1967 den Canadian Centennial Award, 1995 den Order of Canada, 2000 den National Aboriginal Achievement Award und starb am 31. Januar 2010 im Alter von 88 Jahren in Old Crow.

## Kommunikation
Old Crow wird von Northwestel mit Telekommunikationsdienstleistungen versorgt. Die Fernverbindung stützte sich ursprünglich auf ein Mikrowellenrelais am Rat-Pass nahe der Grenze zwischen Yukon und den Nordwest-Territorien, das auch eine Funktelefon-Basisstation am Dempster Highway umfasste. Im Winter waren die Wetterbedingungen für den Zugang per Hubschrauber zu Reparaturarbeiten schwierig und sie war häufig außer Betrieb. In den späten 1980er Jahren wurde in Old Crow eine Satelliten-Bodenstation installiert, die einen zuverlässigeren Dienst bietet. Mit Stand von 2020 ist geplant, die geostationäre Satellitenverbindung auf LEO-Satelliten umzustellen, da diese eine höhere Datenrate bieten.

## Verkehrsanbindung
Der Flughafen Old Crow bietet ganzjährige Verbindungen (Personen und Frachtgüter) zu anderen Siedlungen. Während des Winters wird manchmal eine 260 km lange, zeitlich befristete Winterstraße auf Eis und Schnee angelegt, um Fracht nach Old Crow zu transportieren. Dies geschieht nicht jährlich, sondern nur dann, wenn ein erheblicher Bedarf entsteht, wie z. B. zu einem größeren Bauprojekt.

## Energieversorgung
Elektrische Energie wird von drei Dieselgeneratoren (170 kW, 330 kW und 600 kW) erzeugt, die von ATCO Electric Yukon betrieben werden. Da die Gemeinde keinen Straßenzugang hat, muss Dieselkraftstoff eingeflogen werden.
Im Jahr 2019 wurde das Microgrid um eine Photovoltaikanlage erweitert, die in der Sommersaison Strom erzeugt und so etwa 190.000 Liter Diesel pro Jahr (~400.000 CAD/a) einspart. Die Anlage wurde in einer Back-to-Back-Konfiguration gebaut, um eine weitgehend kontinuierliche Solarernte während des Tages zu realisieren. Folglich sind die PV-Module (insgesamt 940 kWpeak) teils nach Westen und teils nach Osten ausgerichtet; die Leistung des PV-Wechselrichters beträgt 480 kW. Es wurde ein Batterie-Energiespeichersystem (BESS) mit einer Energiekapazität von 350 kWh hinzugefügt, das kleinere Schwankungen durch Wolkenzug ausgleicht und häufige Start-Stopp-Zyklen der Dieselaggregate vermeidet. Die gesamte PV-BESS-Anlage kostete 6,5 Millionen Kanadische Dollar und hat eine Lebensdauer von mindestens 25 Jahren.